# Боровий (Бійський район)
Борови́й (рос. Боровой) — селище у складі Бійського району Алтайського краю, Росія. Входить до складу Малоугреньовської сільської ради.

## Населення
Населення — 549 осіб (2010; 533 у 2002).
Національний склад (станом на 2002 рік):
- росіяни — 96 %